# Ганев, Гиньо
Гиньо Гочев Га́нев (болг. Гиньо Гочев Ганев; 2 марта 1928, Бургас — 18 декабря 2016, София) — болгарский политический деятель и юрист. В 2005—2010 годах — омбудсмен Республики Болгарии (уполномоченный по правам человека).

## Семья
Гиньо Ганев — зять Кимона Георгиева, премьер-министра Болгарии в 1934—1935 и 1944—1946, который был его первым политическим наставником. В 1953 женился на его дочери Марии. Отец двух сыновей — Кимона, врача-психиатра, и Ивайло, инженера, преподавателя Технического университета.

## Юрист и общественный деятель
Окончил гимназию в Бургасе (с отличием), юридический факультет Софийского университета (с отличием). Мечтал стать адвокатом, но в условиях коммунистического режима возможности адвокатской карьеры были ограничены; поэтому поступил на государственную службу. С 1953 работал в министерстве энергетики (вначале под руководством возглавлявшего это ведомство Кимона Георгиева), был руководителем юридического отдела, административно-правового департамента, главным секретарём министерства. Специалист в области конституционного права, вопросам государственных институтов. Не был членом Болгарской коммунистической партии.
В 1976—1990 — депутат 33-35-го Народного собрания, в 1986—1989 — член Государственного совета. В 1976—1990 — член бюро, секретарь, заместитель председателя, председатель Национального совета Отечественного фронта, в состав которого входили официально действовавшие партии и общественные организации Болгарии. В 1990 — председатель Национального совета Отечественного союза, в который был преобразован Отечественный фронт.

## Политик
В 1990 участвовал в работе Круглого стола (диалога между властью и оппозицией) по квоте Болгарской социалистической партии (БСП; бывшие коммунисты), на котором были приняты решения о переходе к плюралистической демократии. В 1990—1991 — депутат от одномандатного округа Левски и заместитель председателя 7-го Великого народного собрания, председатель парламентской комиссии по разработке Конституции и её докладчик, председатель парламентской комиссии по разработке правил работы Великого народного собрания. В 1990 — член руководящего комитета Болгарской межпарламентской группы. Один из основных авторов текста Конституции Болгарии, принятой 12 июля 1991.
Получил известность как сторонник компромиссов между различными политическими силами, приверженец национального согласия, толерантности, умеренности. Дважды отказался занять пост премьер-министра — после отставки правительств Андрея Луканова и Филипа Димитрова.
В 1991 баллотировался в 36-е Народное собрание как независимый кандидат, но избран не был. С 1991 был председателем координационного совета Независимого общественного комитета по национальным проблемам, членом совета Национального академического фонда. Являлся председателем Союза народных библиотек, председателем Общественного совета науки, культуры и искусства, председателем общества «Конституционализм и демократия», председателем Конфедерации франкофонских ассоциаций в Болгарии. В 1992 входил в состав инициативной группы по примирению двух спорящих сторон в Болгарской православной церкви. С 1993 являлся председателем фонда «Болгарский спорт». Член болгарской Великой масонской ложи. В 1994 был председателем партии «Союз отечества»; соучредитель коалиции «Патриотический союз», участвовавшей в выборах в 37-е Народное собрание, но не преодолевшей избирательный барьер.
В феврале 1995 — феврале 1997 — председатель Агентства по связям с болгарами за границей в период пребывания у власти правительства БСП во главе с Жаном Виденовым. В 1997—2001 — депутат 28-го Народного собрания по списку «Демократической левой», образованного на основе БСП (представлял город Плевен), член комиссии по правовым вопросам и законодательству против коррупции. В 2001—2005 — депутат 29-го Народного собрания по списку «Коалиция за Болгарию», главную роль в котором играла БСП (представлял город Пловдив), член комиссии по правам человека и вероисповеданиям.

## Омбудсмен
С 13 апреля 2005 по 20 октября 2010 — омбудсмен Республики Болгарии (первый в истории страны), избран на этот пост Народным собранием. Награждён орденами «Стара планина» I степени «Святые Кирилл и Мефодий» (2008), «Георгий Димитров».
Преподаватель кафедры публичной администрации Университета национальной и международной экономики. Автор нескольких книг: Гиньо Ганев Style (1991); Викове и шепот (1998); Парламентарен говор и безмълвие (2000); Измислени цитати. Публицист, эссеист. Владел русским, английским и французским языками. Поклонник культуры Франции.